# Solid State Records
Solid State Records je krščanska glasbena založba in imprint založbe Tooth & Nail Records. V nasprotju s Tooth & Nail se Solid State osredotočajo na hardcore punk in heavy metal skupine. Kot Tooth & Nail je Solid State prav tako primarno krščanska založba. Kljub temu so pod svoje okrilje vzeli več glasbenih skupin s krščanskimi člani, ki pa se ne označujejo kot krščanske skupine, na primer Stretch Arm Strong, Gwen Stacy, He Is Legend, the Famine, Training for Utopia, in the Agony Scene.

## Trenutne glasbene skupine
- Azusa[8]
- Death Therapy[9]
- Demon Hunter
- The Devil Wears Prada
- The Drowned God
- Earth Groans[10]
- Fit for a King
- Norma Jean
- Oh, Sleeper
- The Ongoing Concept
- Phinehas[11]
- Silent Planet
- To Speak of Wolves
- Wolves at the Gate

## Nekdanje glasbene skupine

### Aktivni
- Advent (Bridge 9 Records)
- The Agony Scene (Outerloop Records)
- As Cities Burn (Equal Vision Records)
- As They Sleep (Luxor Records)
- August Burns Red (Fearless Records)
- Blindside (unsigned)
- Destroy the Runner (neodvisni)
- Emery (Bad Christian Records)
- Forevermore (neodvisni)
- Haste the Day (neodvisni)
- He Is Legend (Spinefarm Records)
- Life in Your Way (Come&Live!)
- Living Sacrifice (neodvisni)
- MyChildren MyBride (eOne/Good Fight)
- My Heart to Fear (Luxor Records)
- Once Nothing (neodvisni)
- Soul Embraced (Rottweiler)
- Trenches (neodvisni)
- Underoath (Fearless Records)
- Zao (Observed/Observer)

### Razpadli
- 3rd Root
- Beloved (člani so odšli v skupine Dead Poetic, Classic Case, The Almost in Advent)
- Bloodshed (člani so se pridružili skupinama The O.C. Supertones in Project 86)
- Born Blind (člani prav tako v No Innocent Victim)
- The Chariot (člani prav tako v skupinah '68 in I Am Terrified)
- Cry of the Afflicted
- The Death Campaign (člani so prav tako del skupine Officer Negative)
- Embodyment (člani so ustanovili novo skupino The Famine)
- Eso-Charis (pevec Cory Brandan Putman je glavni član skupine Norma Jean, bas kitarist Arthur Green in bobnar Matthew Putman sta se pridružila skupini Living Sacrifice)
- The Famine (člani skupine prav tako v Embodyment in Society's Finest)
- Few Left Standing
- Focal Point (kitarist Ryan Clark je odšel v skupino Training for Utopia, trenutno je v skupini Demon Hunter)
- Gwen Stacy (člani so prav tako v Once Nothing)
- Inhale Exhale (člani so prav tako v Narcissus in Relient K)
- Innermeans
- Luti-Kriss (člani so ustanovili novo skupino Norma Jean)
- Officer Negative (člani ustanovili The Death Campaign)
- Selfmindead (člani so sedaj v Benea Reach)
- Sever Your Ties
- Showbread
- Soapbox
- Still Breathing
- Strongarm (člani so ustanovili novo skupino Further Seems Forever)
- Training for Utopia (člani so ustanovili novo skupino Demon Hunter)
- Twelve Gauge Valentine (člani so se pridružili skupinam Alesana, Swamp Basstard in The Greenery)
- Warlord (člani so odšli v skupini Pilgrims in Roadside Monument)

### Neaktivni ali na odmoru za nedoločen čas
- The Ascendicate (kitarist Ryan Helm je odšel v skupino Demon Hunter in ustanovil projekt Damien Deadson)
- Becoming the Archetype (člana sta ustanovila projekt Death Therapy, en od članov se pridružil skupini Phinehas)
- Dead Poetic (bobnar Jesse Sprinkle trenutno ustvarja sam, neodvisno)
- Everdown (Urban Achiever Records)
- Extol (Facedown Records)
- Figure Four (dva člana sta trenutno v skupini Comeback Kid)
- Lengsel (člani sedaj v Mantric)
- Overcome
- No Innocent Victim (podpisana pogodba z Facedown Records)
- Society's Finest
- Spitfire (Goodfellow Records; dva člana v Sunndrug)
- Stretch Arm Strong
- The Overseer (člani so sedaj v skupinah Project 86 in Wolves at the Gate)
- The Showdown (trije člani so v Demon Hunter, eden v Still Remains)

## Sodelujoči z založbo

### Aktivni
- Bruce Fitzhugh in Jeremiah Scott (pojavita se na Killing Floor 2 Original Soundtrack)
- Impending Doom (eOne Music) (na Killing Floor 2 Original Soundtrack)
- Memphis May Fire (Rise Records) (na Midnight Clear)
- Project 86 (samozaložba) (na This is Solid State, Volume 3)
- zYnthetic (na Killing Floor 2 Original Soundtrack)

### Razpadli
- Dirge (pevec John Gibson je sedaj predsednik družbe Tripwire Interactive) (se pojavi na Killing Floor 2 Original Soundtrack)
- For Today (člani skupine so tvorili novo skupino Nothing Left) (na Midnight Clear)
- Narcissus (člani skupine so tvorili novo skupino Inhale Exhale)
- Unashamed (člani skupine so odšli v the O.C. Supertones in the Dingees)

### Na premoru za nedoločen čas
- Far-less (je vključena v This Is Solid State Records, Volume 6)